# 명륜동 (원주시)
명륜동(明倫洞)은 대한민국의 강원특별자치도 원주시에 설치된 동이다.

## 개요
명륜동은 북동쪽으로 약 3km 떨어져 있으며, 동남쪽은 개운동, 남쪽은 명륜2동, 서북쪽은 원인동과 인접하여 있다.
원주군 본부면(원주읍) 상동리(上洞里) 지역인데 상동리의 일부를 갈라서 남산 지역이라 하여 남산정(南山町)이라고 하다가 1946년 일본식 동명 변경에 의하여 향교의 명륜당 이름을 따 명륜동이라고 칭하였다. 1955년 9월 1일 원주가 시로 승격되면서 개운동에서 명륜동으로 분리 설치되었다. 1990년에 단구동 일부지역을 편입받았으며 1995년에 명륜 1·2동으로 분동되었다.

## 법정동
- 명륜동

## 교육
- 교동초등학교
- 원주여자고등학교
- 원주여자중학교
- 치악초등학교 (2동)
- 서원주초등학교 (2동)

## 관광
- 원주향교
- 원주종합체육관

## 아파트
| 단지명                | 건설사         | 시행사                                | 주소                                        | 입주        | 비고                  |
| --------------------- | -------------- | ------------------------------------- | ------------------------------------------- | ----------- | --------------------- |
| 현진에버빌 3차        | 현진종합건설㈜ | 현진종합건설㈜                        | 남원로 443                                  | 2004년 9월  |                       |
| 동보렉스 9차          | ㈜동보주택건설 | ㈜동보주택건설                        | 남원로469번길 82                            | 1999년 9월  |                       |
| 동보노빌리티 1차      | ㈜동보주택건설 | ㈜동보주택건설                        | 시청로 255                                  | 2001년 9월  |                       |
| 동보노빌리티 2차      | ㈜동보주택건설 | ㈜동보주택건설                        | 시청로 267                                  | 2002년 5월  |                       |
| 구곡청구              | ㈜청구         | ㈜청구                                | 남원로469번길 81 (1단지) 남원로 441 (2단지) | 1997년 4월  |                       |
| 명륜성원              | 성원건설       |                                       | 무실로 153                                  | 2000년 8월  |                       |
| 명륜 한솔솔파크       | ㈜한솔건설     | ㈜플러스개발                          | 한지공원길 102                              | 2006년 7월  |                       |
| 더샵 센트럴파크 2단지 | 포스코이앤씨   | 한국자산신탁 ㈜아이피씨원주피에프브이 | 서원대로 290                                | 2021년 11월 | 1,4단지는 무실동 소재 |
| 더샵 센트럴파크 3단지 | 포스코이앤씨   | 한국자산신탁 ㈜아이피씨원주피에프브이 | 한지공원길 25-2                             | 2022년 5월  | 1,4단지는 무실동 소재 |